# Димитрије Стефановић (атлетичар)
Димитрије Стефановић (Беч или Будимпешта, 21. јануар 1896 — Беч, 5. децембар 1991) био је југословенски атлетски репрезентативац, новинар и спортски радио-репортер.
Био је члан Спортског друштва Вијена у Бечу од 1908. У Југославији је боравио 1919—1925. и од 1927—1940, најпре у Загребу као члан ХШК Спарте, а затим у Београду као члан Спортског клуба Југославија. Стефановић је био вишеструки југиословенски рекордер у трчању на 3.000 и 5.000 метара, и првак Југославије у трчању на 5.000, 10.000 метара и у маратону. Победник је већег броја маратонских трка одржаних у Београду, Загребу, Бечу и Будимпишти.
Био је члан олимпијске репрезентације Југославије на Олимпијским играма 1928. у Амстердаму. Учествовао је у маратонској трци, у којој је са временом 3:11:35 заузео 53. место од укупно 69 такмичара.
Неко време је руководио лакоатлетским секцијама Вијене у Бечу и Југославије у Београду. Године 1923. покренуо је у Београду лист Спорт и издао неколико бројева.
Године 1929—1933. био је спортски репортер Радио Београда.